# Eusebiu Ștefănescu
Eusebiu Ștefănescu (n. 3 mai 1944, Câmpina – d. 15 martie 2015, București) a fost un actor de teatru și film, cunoscut recitator și autor român .
A făcut un an de Filologie, dar a absolvit „Actoria” la Institutul de Artă Teatrală și Cinematografică „Ion Luca Caragiale” (IATC) din București, în 1967, la clasa profesorului Alexandru Finți. A debutat la Teatrul de Stat din Timișoara cu rolul Marga, din „Pădurea spânzuraților” de Liviu Rebreanu, în regia Mariettei Sadova. A jucat apoi la Teatrul Municipal Ploiești, la Teatrul Mic și la Teatrul Național din București. Două roluri principale au fost „Despot Vodă” din piesa lui Vasile Alecsandri și „Ivanov” din piesa omonimă de Anton Cehov. În filme a jucat, din cauza aspectului fizic, mai mult roluri de nemți.
Eusebiu Ștefănescu a fost căsătorit de două ori, are un fiu din prima căsătorie, flautistul Ion Bogdan Ștefănescu.
A fost prieten cu poetul Nichita Stănescu, poezia lui preferată fiind „Strigǎt de ferire” a acestuia, precum și „Glossă” de Mihai Eminescu, „Vino deseară, doamna mea” de George Stanca și „Când vorbești cu Dumnezeu” de Eduard Zalle. Eusebiu Ștefănescu a fost el însuși poet.
În 2006 a primit titlul de cetățean de onoare al municipiului Câmpina.

## Filmografie
- Departe de Tipperary (1973)
- Ana (film TV, 1976)
- Rătăcire (1978)
- Falansterul (1979)
- Cine mă strigă (1980) - Tulbure
- Întoarcerea lui Vodă Lăpușneanu (1980) - prințul Iacob Eraclid
- Dragostea mea călătoare (1980)
- Destinația Mahmudia (1981) - căpitanul aviator Tudor Ionașcu
- Liniștea din adîncuri (1982)
- Orgolii (1982) - medic
- Înghițitorul de săbii (1982)
- Cucerirea Angliei (1982)
- Năpasta (1982)
- Ringul (1984)
- Imposibila iubire (1984)
- Acțiunea „Zuzuc” (1984)
- Întoarcerea Vlașinilor (1984)
- O lumină la etajul zece (1984)
- Colierul de turcoaze (1986)
- Noi, cei din linia întâi (1986)
- Pădurea de fagi (1987)
- Figuranții (1987)
- Egreta de fildeș (1988)
- Maria și marea (1989)
- Momentul adevărului (1989)
- Marea sfidare (1990)
- Liceenii Rock'n'Roll (1991)
- Miss Litoral (1991)
- Vinovatul  (1991)
- Ce zi frumoasă! (film TV, 1992)
- Telefonul (1992)
- Atac în bibliotecă (1993)
- Trahir (1993) - milițian
- Începutul adevărului (Oglinda) (1994)
- Somnul insulei (1994) - consilier al guvernatorului
- Triunghiul morții (1999)
- Meurtres sous hypnose (2001) - Le directeur de thèse
- Ce lume veselă... (2002)
- Bolondok éneke (2003) - directorul spitalului
- Merge și așa (2004)
- Hacker (2004)
- Despre morți numai de bine (2005)
- „15” (2005)
- Păcală se întoarce (2006) - deputatul „Câinii cu covrigi în coadă”
- Daria, iubirea mea (2006) - Av. Herescu
- Duminica pierzi sau câștigi (2007)
- Coraline (2009) - Pisoiul (voce)
- Winnie de pluș (2011) - narator (dublaj)
- Iubire elenă (2012)
- Jocul (2012)